# Čemšenik
Čemšenik – wieś w Słowenii, w gminie Zagorje ob Savi. W 2018 roku liczyła 208 mieszkańców.